# 贾家屯乡
贾家屯乡，是中华人民共和国山西省大同市天镇县下辖的一个乡镇级行政单位。

## 行政区划
贾家屯乡下辖以下地区：
贾家屯村、夏家屯村、楼子町村、塔儿村、西罗夭村、季家寨村、渠家沟村、李二烟村、袁家夭村、红土夭村、孙家嘴村、将军庙村、北冯夭村、印子嘴村、袁家河村、罗老庄村、罗下庄村、南冯夭村、武家山村、刘家山村、左家屯村和杨家夭村。